# Edo Buma
Edo Buma (Enschede, 31 maart 1946 is een Nederlands voormalig hockey-international (veld en zaal) en maakte deel uit van Oranje dat op de Olympische Zomerspelen 1968 in Mexico-Stad op plaats vijf eindigde. Buma speelde voor DKS uit Enschede en voor HC Klein Zwitserland in de glorieperiode.

## DKS
Edo Buma begon op zijn zesde met hockeyen op straat en werd op zijn elfde lid van de Enschedese hockeyclub DKS (De Kromme Stok), waar zijn oudere broer Hans in het eerste team speelde.

### Veldhockey
In 1960 is Buma op veertienjarige leeftijd  invaller in DKS 1, waar hij een jaar later een vaste plaats heeft als linksbinnen.  Hij is in totaal zes jaar uitblinker in het eerste team, waarin hij speelt met buurtgenoten als Johan en Jan Groeneveld en Gerrit Hagels. Een periode, die in 1965 onderbroken wordt voor een tweejarig studieverblijf in Den Haag, waar hij in het eerste elftal van HHIJC speelt. Na het seizoen 1968/1969 verhuist Buma definitief naar het westen. Zijn gemis kon DKS niet opvangen en het eerste team degradeerde het volgende seizoen.

### Zaalhockey
Met DKS maakte Edo Buma drie van hun vijf oostelijke zaalhockeykampioenschappen mee (1965,1968 en 1969). Landskampioen zaalhockey is hij met DKS niet geworden, want hierom werd pas vanaf 1970 door de clubkampioenen van de vier districten gespeeld. Buma speelde in zijn DKS tijd voor drie vertegenwoordigende teams: in het Enschedese zaalhockeyteam in het jaarlijkse stedentoernooi, in het oostelijk zaalhockeyteam tijdens o.a. de districtsdagen en in het Nederlands zaalhockeyteam..In 1966/1967 had DKS zelfs twee spelers in het Nederlands zaalhockeyteam, naast Edo Buma ook Johan Groeneveld.

## Nederlandse hockeyploeg

### Zaalhockey
Edo Buma werd in 1965 geselecteerd voor het Nederlands zaalhockeyteam, waar hij tot en met 1968 in speelde. Hij vertegenwoordigde Nederland ook op toernooien in Duitsland (Essen, Bochum, Berlijn) en in België (Antwerpen). Hoewel hij met zijn strafcorner voor vele Nederlandse doelpunten zorgde, resulteerde dit voor het team niet in titels, omdat het spel van landen als Duitsland en België hoger lag, aangezien het daar al langer werd gespeeld.

### Veldhockey
Op 21 maart 1966, maakt Buma zijn debuut in de Nederlandse veldhockeyploeg, in een interland tegen België. In totaal speelt hij gedurende zes jaar 15 interlands, de laatste op 23 april 1972, ook tegen België .
Buma’s interlandcarrière bestaat uit drie periodes: drie wedstrijden in 1966, dan zeven wedstrijden voor en op de Olympische Zomerspelen 1968 in Mexico en nog vijf wedstrijden als voorbereiding op de Olympische Zomerspelen 1972 in München.
In juni 1972 trekt hij zich om familiale reden uit de Olympische selectie voor München terug.
In mei 1978 was er sprake van een hernieuwde selectie voor het Nederlands elftal, maar dit ging niet door.
Gedurende zijn diensttijd speelde Edo Buma ook in het Nederlands militair elftal.

## HHIJCenHC Klein Zwitserland
Edo Buma speelde vanaf 1969 drie seizoenen in het eerste team van HHIJC, waarna hij besluit om naar het vierde team te gaan. 
In november 1975 wordt Buma gevraagd terug te komen in het eerste team van HC Klein Zwitserland, de club die een jaar eerder gevormd is uit het samengaan van HHIJC en TOGO. 
Buma speelt dan, meestal als vrije verdediger, nog zes seizoenen in heren 1 in de inmiddels  opgerichte Hoofdklasse hockey en wordt hiervan vijf keer met het toen onaantastbare KZ landskampioen. Ook won Buma twee keer de Europa Cup, de voorganger van de Euro Hockey League. 
Vaak speelde Edo Buma niet mee in het begin van het seizoen, maar werd dan mede vanwege zijn ervaring, strafcorner kwaliteiten en charisma alsnog opgetrommeld.
Na zijn eigen hockey carrière is Buma nog manager van Jong Oranje geweest.
Buma’s zoon, Jaap-Derk Buma, speelde in de gouden Nederlandse hockeyploeg op de Olympische Zomerspelen 2000 in Sydney.
Joost Boks · 
Aart Brederode · 
Edo Buma · 
Sebo Ebbens · 
John Elffers · 
Jan Piet Fokker · 
Otto ter Haar · 
Gerard Hijlkema · 
Arie de Keyzer · 
Ewald Kist · 
Tippy de Lanoy Meijer · 
Frans Spits · 
Heiko van Staveren · 
Theo Terlingen · 
Kik Thole · 
Theo van Vroonhoven · 
Piet Weemers ·
Coach: Piet Bromberg